# 620er
Portal Geschichte | Portal Biografien | Aktuelle Ereignisse | Jahreskalender | Tagesartikel

◄ |
6. Jh. |
7. Jahrhundert
| 8. Jh. | ►

◄ |
590er |
600er |
610er |
620er
| 630er | 640er | 650er | ►

620 |
621 |
622 |
623 |
624 |
625 |
626 |
627 |
628 |
629

## Ereignisse

Die Sioni-Kathedrale in Tiflis

- September 622: Hidschra, Auswanderung Mohammeds von Mekka nach Medina, dort trifft er am 20. September ein. Bis auf die Juden folgen die Einwohner Medinas der neuen Lehre; Formung der Anhängerschaft zur Umma, zur politisch-religiösen Gemeinschaft, die sich auch militärisch gegen äußere Widerstände verteidigt und denen Mohammed Regeln gibt.  Dieses Datum markiert den Beginn der islamischen Zeitrechnung.
- Irische Mönche entdecken die Inselgruppe der Färöer im Nordatlantik (ca. 625) und lassen sich dort als erste Menschen in der Gegend um Sumba nieder.
- um 625: Unter Kaiser Herakleios wird im Oströmischen Reich Griechisch Amtssprache, das damit das Lateinische verdrängt. Seitdem spricht man vom Byzantinischen Reich.
- 627: Schlacht bei Ninive: Entscheidender Sieg der Oströmer unter Kaiser Herakleios gegen die Sassaniden unter Großkönig Chosrau II. Daraufhin zerfällt das Sassanidenreich.
- Die Sioni-Kathedrale in Tbilissi wird fertiggestellt.